# 藍州
藍州是宋朝潼川府路瀘州所屬的一個羁縻州，其轄地在今四川省瀘州市所屬瀘縣、江安縣、合江縣一帶地方，是宋代招撫當地土著所設置的州縣，一般由其頭人任州官。